# 4177 Kohman
4177 Kohman је астероид чија средња удаљеност од Сунца износи 3,303 астрономских јединица (АЈ).
Апсолутна магнитуда астероида је 12,7.